# Willem IV van Aquitanië
Willem IV van Aquitanië (937 - 3 februari 995), bijgenaamd Fierebras of Fierebrace ("IJzeren Arm") was hertog van Aquitanië, als Willem IV en graaf van Poitou als Willem II.
Nadat zijn vader Willem III van Aquitanië in 963 afstand had gedaan van zijn functies, volgde Willem hem op als hertog van Aquitanië, graaf van Poitiers en lekenabt van Saint-Hilaire te Poitiers. Hij wist Godfried I van Anjou te verslaan die probeerde gebieden in Poitou te veroveren. In 971 deed hij een schenking aan Saint-Jean te Angély voor het zielenheil van zijn moeder.
Willem regeerde in een lange periode van voorspoed en vrede. Hij was een liefhebber van de jacht en had een groot aantal minnaressen. Zijn vrouw Emma van Blois weigerde dat te accepteren. Zij hadden grote ruzies, Emma nam wraak op Willems minnaressen en verliet hem uiteindelijk in 976. Kort daarna kreeg Willem last van zijn gezondheid. Hij werd genezen door Madelmus, een Italiaanse geneesheer. Madelmus werd door Willem rijkelijk beloond en had enige tijd grote invloed op hem. Dat er verder weinig van Willem bekend is, heeft vermoedelijk een oorzaak in spanningen met de geestelijkheid door zijn privéleven.
In 988 probeerde de nieuwe koning Hugo Capet Aquitanië op te eisen. Het hertogdom was door koning Lotharius van Frankrijk namelijk eens aan Hugo toegezegd. Willem wist Hugo echter te verslaan bij de Loire. Emma en Willem verzoenden zich, en als gevolg daarvan werden Willems minnaressen verbannen. Willem en Emma werden zeer religieus en deden een groot aantal schenkingen, waaronder de stichting van de abdij van Maillezais. Willem bleef weigeren om Hugo als koning te erkennen en noemde zichzelf soms koning van Aquitanië. In 991 verliet Emma Willem opnieuw. Willem deed in 993 afstand van zijn functies en ging wonen in de abdij van Saint-Cyprien te Poitiers. Op zijn doodsbed werd hij monnik in de abdij van Saint-Maixaint te Poitiers waar hij ook is begraven.
Willem was een zoon van Willem III van Aquitanië en Adela van Normandië, dochter van Rollo. Hij trouwde in 968 met Emma, dochter van Theobald I van Blois en Liutgard van Vermandois, en werd vader van Willem V en van Ebalus, die alleen één keer in 997 in een akte wordt vermeld.

## Voorouders
| Voorouders van Willem IV van Aquitanië | Voorouders van Willem IV van Aquitanië                                 | Voorouders van Willem IV van Aquitanië                                 | Voorouders van Willem IV van Aquitanië                                 | Voorouders van Willem IV van Aquitanië                                 | Voorouders van Willem IV van Aquitanië                                  | Voorouders van Willem IV van Aquitanië                                  | Voorouders van Willem IV van Aquitanië                                 | Voorouders van Willem IV van Aquitanië                                 |
| -------------------------------------- | ---------------------------------------------------------------------- | ---------------------------------------------------------------------- | ---------------------------------------------------------------------- | ---------------------------------------------------------------------- | ----------------------------------------------------------------------- | ----------------------------------------------------------------------- | ---------------------------------------------------------------------- | ---------------------------------------------------------------------- |
| Overgrootouders                        | Ranulf II van Poitiers (850-890) ∞ ? (-ca. 934)                        | Ranulf II van Poitiers (850-890) ∞ ? (-ca. 934)                        | ? (-) ∞ ? (-)                                                          | ? (-) ∞ ? (-)                                                          | Rognvald Eysteinsson? (830-894) ∞ Ragnhilda Hrolfsdottir? (ca. 848-892) | Rognvald Eysteinsson? (830-894) ∞ Ragnhilda Hrolfsdottir? (ca. 848-892) | Berengar van Bayeux (-) ∞ ? (-)                                        | Berengar van Bayeux (-) ∞ ? (-)                                        |
| Grootouders                            | Ebalus van Aquitanië (873-935) ∞ Emiliana (-ca. 934)                   | Ebalus van Aquitanië (873-935) ∞ Emiliana (-ca. 934)                   | Ebalus van Aquitanië (873-935) ∞ Emiliana (-ca. 934)                   | Ebalus van Aquitanië (873-935) ∞ Emiliana (-ca. 934)                   | Rollo (860-932) ∞ Poppa (ca. 870-na 919)                                | Rollo (860-932) ∞ Poppa (ca. 870-na 919)                                | Rollo (860-932) ∞ Poppa (ca. 870-na 919)                               | Rollo (860-932) ∞ Poppa (ca. 870-na 919)                               |
| Ouders                                 | Willem III van Aquitanië (910-963) ∞ Gerloc van Normandië (917-na 969) | Willem III van Aquitanië (910-963) ∞ Gerloc van Normandië (917-na 969) | Willem III van Aquitanië (910-963) ∞ Gerloc van Normandië (917-na 969) | Willem III van Aquitanië (910-963) ∞ Gerloc van Normandië (917-na 969) | Willem III van Aquitanië (910-963) ∞ Gerloc van Normandië (917-na 969)  | Willem III van Aquitanië (910-963) ∞ Gerloc van Normandië (917-na 969)  | Willem III van Aquitanië (910-963) ∞ Gerloc van Normandië (917-na 969) | Willem III van Aquitanië (910-963) ∞ Gerloc van Normandië (917-na 969) |
| Willem IV van Aquitanië (937-995)      |                                                                        |                                                                        |                                                                        |                                                                        |                                                                         |                                                                         |                                                                        |                                                                        |